# Карло Сконьямільо
Карло Луїджі Сконьямільо Пазіні (італ. Carlo Luigi Scognamiglio Pasini; нар. 27 листопада 1944, Варесе, Ломбардія) — італійський яхтсмен, економіст і ліберальний політик. Сенатор (1992—2001), міністр оборони Італії (1998—1999).

## Біографія
Народився 27 листопада 1944 року у Варесі. У 1961 році Сконьямільо став чемпіоном Італії в вітрильному спорті, в 1976 році — чемпіоном світу. Закінчив університет Бокконі, де вивчав економіку, пізніше навчався у Лондонській школі бізнесу. Викладав економіку промисловості у Падуанському університеті та пізніше в університеті Бокконі. З 1979 року працював у римському Міжнародному вільному університеті соціальних досліджень (LUISS), з 1984 по 1992 був його ректором. В 1983 був президентом компанії Rizzoli-Corriere della sera, в 1984—1989 роках — віце-президентом Società Torinese Esercizi Telefonici, в 1984—2000 роках — президентом Bulkitalia S.p.A. 1992 року прийшов у політику, вступивши до Італійської ліберальної партії.
У 1992—1994 році перебував у Сенаті XI скликання (Ліберальна фракція). У 1994—1996 роках — у фракції Вперед, Італія Сенату XII скликання (залишаючись членом Ліберальної партії), при цьому з 16 квітня 1994 по 8 травня 1996 був головою Сенату, в Сенаті XIII скликання в 1996—1998 у фракції «Вперед, Італія», у 1998—1999 роках — у фракції Демократичного союзу за Республіку, а з 1999 по 2001 — у центристській групі Змішаної фракції. У 1994 і 1996 роках обирався в Сенат за списками коаліції Полюс свобод, а в березні 1998 став головою Асамблеї Демократичного союзу за Республіку.
З 21 жовтня 1998 по 22 грудня 1999 року був міністром оборони у першому уряді Д'Алема. 3 вересня 1999 року уряд Італії затвердив законопроект про відміну в Італії загального військового обов'язку та поетапний перехід до найманої армії.
У 2003 році Сконьямільо разом з Маріотто Сеньї став співзасновником і одним з керівників нової партії — Пакт Сеньї-Сконьямільо, названої спочатку Пакт-партія ліберал-демократів (Patto-Partito dei liberaldemocratici).
У 2007 році увійшов до керівництва відновленої Італійської ліберальної партії і на виборах 2008 року балотувався за її списком до Сенату, але безуспішно.
У лютому 2014 року Сконьямільо разом з видатним представником ліберальних сил, колишнім міністром Ренато Альтіссімо, одним з лідерів колишньої Ліберальної партії Альфредо Біонді та іншими увійшов до засновників нової ліберальної партії — «Ліберали» (I liberali).

## Особисте життя
Перша дружина — Лудовіка Барассі (Ludovica Barassi), друга — Дельфіна Раттацці (Delfina Rattazzi), від якої у Сконьямільо двоє дітей — Філіппо та Елізабетта Теа; третя — Чечілія Піреллі (Cecilia Pirelli).